# 謝綱
謝綱（1437年—1494年），字振倫，號素軒，湖廣岳州府巴陵縣人，軍籍。明朝政治人物。進士出身。

## 生平
湖廣鄉試第五十九名。成化五年（1469年）乙丑科會試第八十八名，殿試登進士第三甲第二十名，授江西上高知縣，后升任貴州道監察御史、山東按察副使。卒年五十八。

## 家族
曾祖謝思銘。祖父謝必清。父亲謝文德。